# Battaglia di Mohi
La battaglia di Mohi (Muhi) o battaglia del fiume Sajó (11 aprile 1241) fu la più importante battaglia fra truppe mongole e il Regno d'Ungheria, durante l'invasione mongola dell'Europa orientale. Ebbe luogo presso Mohi a sud ovest del fiume Sajó. Dopo l'invasione, l'Ungheria cadde in una profonda crisi: circa un quarto della popolazione morì, perlopiù i residenti nelle pianure, in particolar modo nell'Alföld, dove fu durissimo sopravvivere, ugualmente fu per le prosperose pianure dell'Ungheria meridionale, oggi denominate Banato, e nel sud della Transilvania.

## Antefatti
Nel 1223 l'Impero Mongolo in espansione, sconfisse presso il fiume Kalka una lega armata Russo-Cumana (battaglia del fiume Kalka). Gli sconfitti Cumani si rifugiarono in Ungheria. Dal loro arrivo gli Ungheresi tentarono continuamente di convertire i Cumani al cristianesimo, espandendo in questo modo l'influenza ed il controllo sulle tribù Cumane nei decenni seguenti.
Il re ungherese, Bela IV, ottenne il titolo di “Sovrano di Cumania”, allorché i profughi Cumani (circa 40 000 persone) domandarono ed ottennero asilo in quel regno e pare che una buona parte dei Cumani accettò il potentato ungherese. I Mongoli, che consideravano i Cumani loro schiavi, videro gli Ungheresi come rivali e usarono tale pretesto come “casus belli”. Nei loro ultimatum, accusarono gli Ungheresi di aver ucciso i messi.
I Tartari minacciarono un attacco mentre erano in corso dei tumulti politici in Ungheria, aprendo di fatto la strada alla prima invasione mongola dell'Ungheria. Tradizionalmente, il potere regale comprendeva ampi territori, posseduti direttamente dalla casa regnante. Sotto Andrea II le donazioni della corona registrarono un picco impressionante. Moltissime terre vennero date in lascito. Andrea II disse: «La miglior misura della generosità regale è incommensurabile». Bela IV interdisse il padre, impedendogli così di proseguire lo sfacelo della casa reale, inoltre confiscò le terre donate da Andrea II, facendo sopprimere o bandendo i suoi consiglieri.
Non accettò i privilegi signorili di poter accusare solo per “sentito dire …”, ma solo petizioni scritte presentate ufficialmente presso la sua cancelleria.
Fece inoltre asportare i seggi della camera di consiglio, obbligando così tutti a stare in piedi alla sua presenza. Il suo comportamento causò riprovazione fra i nobili. Comunque i nuovi venuti Cumani conferirono al sovrano una migliore posizione, accrescendone il prestigio fra i circoli ecclesiali impegnati nella loro conversione, causando nel contempo numerosi problemi.
La popolazione nomade Cumana pareva incapace di adattarsi a convivere con le popolazioni stanziali Ungheresi e i nobili furono alquanto contrariati quando il sovrano appoggiò il popolo Cumano.

## La battaglia
I Mongoli assaltarono l'Ungheria con tre armate: una si mosse attraverso la Polonia con lo scopo di eliminare un possibile apporto di truppe ausiliarie polacche, annientando le truppe del duca Enrico II di Slesia detto "il Pio" presso Legnica.
Una seconda armata mosse verso sud attaccando la Transilvania, sbaragliando i Voivodi, spezzando l'armata Ungaro-Transilvana.
Il grosso delle truppe, guidate da Batu Khan e Subutai oltrepassarono il passo fortificato di Vereche sconfiggendo le truppe guidate dal Conte palatino il 12 marzo 1241.
Bela IV iniziò a mobilitare le truppe, acquartierandole tutte, compresi i Cumani, presso la città di Pest. Federico II Babenberg, duca d'Austria e Stiria, giunse in suo soccorso.
Frattanto scoppiò una rivolta intestina fra Cumani e Ungheresi e il Khan Cumano – che godeva della protezione personale del re – fu assassinato. Alcune fonti menzionano il ruolo avuto dal duca, Federico II Babenberg, nel fomentare i disordini intestini, tuttavia il suo vero ruolo nella questione rimane ignoto. I Cumani credendo ad un tradimento, si diressero verso il sud del paese, saccheggiando ovunque.
La mobilitazione generale risultò quindi un fallimento. Numerosi contingenti non riuscirono a raggiungere Pest. Alcuni vennero massacrati dai Tartari e dai rinnegati cumani prima ancora di arrivare in città. Molti nobili si rifiutarono di prendere parte al conflitto per odio nei confronti del sovrano, desiderandone la rovina.
Nessuno ritenne che l'assalto dei Tartari potesse portate una seria minaccia alla sicurezza del regno, inoltre la defezione cumana venne sminuita, considerandola consueta. Questo atteggiamento fu la causa della morte del khan Cumano Kuthen.
Le avanguardie mongole raggiunsero Pest il 15 marzo avendo precedentemente ed abbondantemente depredato il contado. Bela proibì ai suoi di attaccare, ritenendoli ancora impreparati. Nel contempo il duca Federico II attaccò, annientandolo, un piccolo contingente, per altro minore, ma questo bastò per far ritenere Bela IV un codardo. Dopo tale attacco “eroico” Federico II si ritirò. Ugrino Csák, arcivescovo di Caloccia, provò anch'egli ad affrontare il contingente mongolo ma, diversamente da Federico II, cadde in un'imboscata nei pressi di una zona paludosa, la sua cavalleria fu inevitabilmente bloccata e pagò con la vita un tale atto di audacia.
Infine il re decise di dar battaglia ai Mongoli, i quali innanzi al suo esercito iniziarono ad arretrare, avvalorando la tesi per cui fossero una banale minaccia e il comportamento del sovrano fosse mosso non da cautela ma codardia. Dopo una settimana di marce forzate ed assalti mongoli, gli Ungheresi giunsero al fiume Sajó, allora in piena, attestandosi per riposare ed attendere rinforzi. Essi non sapevano che le truppe nemiche si attestavano fra le 20 000 e le 30 000 unità, contro le 15 000 unità della “coalizione” ungherese raccolta sulle boscose sponde del fiume Sajó. Il cauto sovrano ordinò l'edificazione di piazzeforti di fortuna composte da carri da traino, ritenendo che i Mongoli paventassero il dover attraversare un così grande fiume.
Risulta improbabile la tesi secondo cui inizialmente i Tartari avrebbero invaso l'Ungheria passando il fiume Kalka, benché nessuno sappia con certezza quale fosse il piano nella testa dei generali mongoli. Si sa che i Ruteni, schiavi dei Mongoli, fuggirono in Ungheria menando voce di un possibile attacco notturno sul ponte del fiume Sajó. I magiari non prestarono gran fede alle informazioni e tentarono un assalto a sorpresa guidato da Colomanno, duca di Slavonia, fratello minore di Bela, dall'arcivescovo Ugrino Csāk e dal Gran Maestro dei Templari, lasciando sguarnito il ponte. La schiera si mise in marcia dopo il tramonto e avanzò per 7 km nel buio, ritenendo impossibile una manovra notturna dei Tartari, che invece si stavano muovendo progettando un assalto all'alba. Colomanno e Ugrino colsero di sorpresa le truppe Mongole impegnate ad attraversare il fiume, ottenendo così una grande vittoria mietendo numerose vittime fra le file nemiche. I reperti rinvenuti nella zona fanno pensare ad un ponte parecchio lungo, forse anche duecento metri. Gli Ungheresi convinti d'aver sconfitto definitivamente il nemico rientrarono lasciando una piccola guarnigione a presidiare il passaggio, avvalorando la tesi che essi non sapessero che un grande contingente Mongolo si dovesse ancora palesare. Alle 2 del mattino rientrarono e festeggiarono la vittoria, ignari di ciò che li attendeva.
L'inatteso assalto magiaro fece modificare i piani dei Tartari che inviarono Sejban ad un guado a nord con il compito di attraversare e tornare a sud e prendere di sorpresa la guardia sul ponte. Alle 4 iniziò ad albeggiare e questi avviarono le operazioni di guado. Frattanto Subotai fece edificare un ponte provvisorio a sud da usare quando le truppe Ungheresi li avessero impegnati sul ponte principale e affidando a Batu un piano che includeva l'uso di baliste così grandi che mai gli Ungheresi avevano veduto, atte a sfoltire le linee degli arcieri. All'alba gli uomini di Batu con l'ausilio di 7 baliste assalirono la guardia ungherese: con il sopraggiungere di Sejban e dei suoi uomini gli Ungheresi si videro costretti a ripiegare al campo base, così il grosso delle truppe Mongole poté attraversare indisturbato terminando le operazioni alle 8 del mattino.
Quando gli Ungheresi in fuga dal ponte giunsero al campo base svegliarono i commilitoni. Il duca Colomanno non credette ad un serio attacco e annunciò una facile vittoria, perciò alcuni rimasero al campo. Sia Colomanno che Ugrino però verificarono che l'orda in marcia si ingrandiva a dismisura e compresero che ciò che stava accadendo non era un'incursione su scala minore, ma un vero e proprio attacco in grande stile. Seguì una serie di intensi e pesanti scontri, dopo di che gli Ungheresi dovettero ripiegare per rifornirsi e riposare un minimo e tornare con tutta la guarnigione. Furono assai scontenti di trovarsi in una situazione sfavorevole in cui il sovrano non li aveva informati e preparati alla battaglia. L'arcivescovo Ugrino riprese pubblicamente il sovrano per il suo fallimento, quindi le truppe ungheresi avanzarono per una nuova sortita, ma troppo tempo era trascorso e Batu ebbe il tempo di far terminare il passaggio del ponte. Ne seguì un asperrimo scontro. Le truppe di Batu numericamente superiori si muovevano con lentezza avendo, per altro, alle spalle il grande fiume Sajó. Una attendibile fonte cino-mongola ci informa che Batu perse 30 guardie del corpo e un luogotenente, Bakatu, e si salvò solo a seguito di una coraggiosa azione personale che gli permise di evitare la rotta dell'orda in avanzata.
Subotai, che era stato impegnato nella costruzione del ponte gemello a sud, mosse e portò un attacco alle spalle degli Ungheresi, portando grande scompiglio fra le file nemiche obbligate ad un ripiegamento al campo base. Risultò impossibile agli Ungheresi difendere il proprio campo e ogni sortita risultò inefficace. Inoltre furono terrorizzati dagli attacchi con frecce incendiarie, risultate fatali per molti soldati che nell'arretrare travolsero i propri compagni. Alcuni reparti sfiduciati cercarono una via di fuga fra le file nemiche, tentando di giungere a patti, ma vennero brutalmente annientati dopo aver combattuto sino allo stremo delle forze. Le perdite fra le file Tartare furono superiori alle previsioni e per questo Batu avrebbe preferito non inseguire gli Ungheresi in rotta ma Subotai lo costrinse a farlo. L'arcivescovo Ugrino venne ucciso, Colomanno e Bela guidarono la ritirata, tuttavia Colomanno a seguito delle ferite morì poco dopo. Gli Ungheresi persero 10 000 uomini e furono incapaci di mettere in campo una nuova armata per contrastare i Tartari in avanzata. Dopo la vittoria i Mongoli si attestarono iniziando un sistematico attacco al resto della nazione.

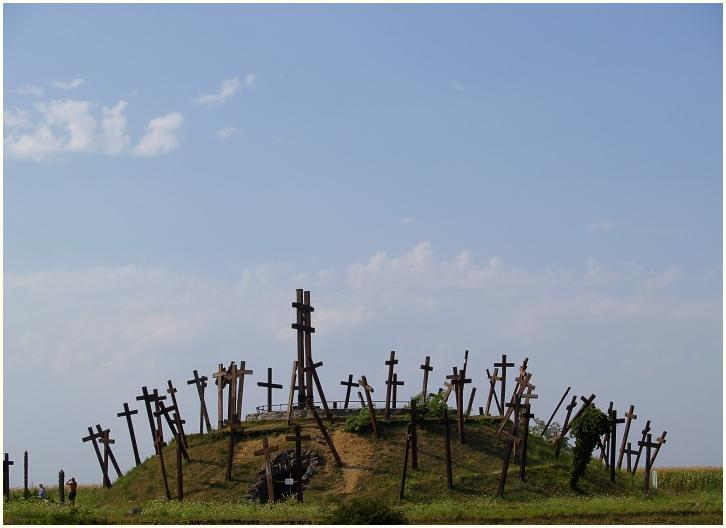
Tumulo funerario presso Mohi

## Conclusioni
Dopo la grande battaglia non esistevano forze in grado di contrastare l'avanzata Mongola, una loro sconfitta definitiva perciò risultava impensabile. Fra l'aprile del 1241 e il gennaio del 1242 venne fatto un tentativo ungherese per la riconquista della zona del Danubio sotto il controllo dei Tartari e fu ottenuto, quasi inaspettatamente, un ampio successo. Durante l'inverno si tennero scontri sulle rive ghiacciate del fiume dove i Mongoli tentarono di guadare.
Quando l'Orda d'Oro dilagò, la famiglia reale riparò in Austria in cerca d'aiuto da parte del duca Federico II, il quale per tutta risposta imprigionò i membri della delegazione e pretese un corposo riscatto in oro e tre contee confinanti ad oriente con l'Austria. Fu a quel punto che il re e i suoi fedeli fuggirono a sud-ovest, attraversando i territori assoggettati dai mongoli, per riunirsi sulla costa adriatica presso il castello di Traù, dove rimasero sino al ritiro mongolo. Analizzata la situazione, il re contattò ripetutamente altri sovrani d'Europa inclusi il Papa, il Sacro Romano Imperatore ed il re di Francia, ottenendo da tutti un diniego; tutti continuarono a sottovalutare il reale pericolo che comportava l'avanzata dell'Orda d'Oro, parendo inconcepibile la possibilità di una minaccia dei Mongoli alla stabilità dell'Europa Occidentale: in verità questi si trovavano ad una settimana a cavallo dal confine Francese.
Intanto i numerosi nobili e appartenenti alla casa reale sopravvissuti (non avevano preso parte alla battaglia di Mohi non essendo arrivati a tempo debito) si impegnarono in azioni di guerriglia, formando squadre armate che comprendevano la coscrizione di contadini. Tali gruppi armati ingaggiarono brevi battaglie con le truppe Mongole ottenendo pure successi in alcuni scontri.
Gran parte della popolazione si rifugiò in luoghi non accessibili alla cavalleria dei Tartari: le alte vette del Nord-Est, fra le paludi, in particolar modo dove i terreni acquitrinosi non consentivano avanzate rapide e cariche.
Rogerius narra della sua esperienza presso codesti rifugi chiamati Fátra e nel suo testo titolato: Carmen Miserabile”.
Nel 1242 il Gran Khan Ögedei morì e ciò costrinse i principi legati alla famiglia in linea diretta a rientrare per l'elezione del nuovo capo supremo: ciò comportò l'interruzione della conquista che non fu ultimata. Poco prima della partenza l'armata Mongola aveva incontrato parecchie difficoltà a pacificare le aree conquistate, nonostante ciò era quasi definito il piano d'attacco all'Austria, a cui sarebbe seguito quello a Germania ed Italia.
Quando le cronache Mongole riportano la battaglia di Mohi la catalogano come facile e priva di difficoltà, ma questa è una mistificazione propagandistica. Gli Ungheresi furono un duro avversario, lo testimoniano le ingenti perdite fra le file Mongole. Se Subotai non avesse portato rapidamente rimedio all'attacco notturno degli Ungheresi la battaglia sarebbe certamente andata persa.
Dalla metà del XIII secolo l'esercito Ungherese abbandonò le tattiche guerriere tipiche delle tribù della steppa e questo cambio generò un aumento degli effettivi entro le file degli eserciti degli stati germanici, nonché in Francia ed in Italia, Spagna e Polonia, mentre già nelle basse terre balcaniche si registra la presenza di tali contingenti fra il IX ed il X secolo (n.b. nonostante le raffinate “tattiche della steppa” gli Ungheresi furono battuti dai Germani e seriamente minacciati dalla Francia o Spagna, segno che non esisteva una vera dominanza nella tattica militare, inoltre esistono alcuni dubbi al riguardo l'irreggimentazione fra le truppe d'Europa Occidentale prima del 1240, alcuni storici sostengono che solo dopo la ritirata Mongola gli Ungheresi si occidentalizzarono a seguito dell'esperienza vissuta).
Equipaggiati alla maniera “leggera” le truppe erano comunque lente e facile bersaglio delle versatili truppe Mongole dotate di arcieri sopraffini, sebbene nella realtà dei fatti fu la superiorità tattica a determinare la sconfitta Ungherese. Comunque la battaglia fu serrata e incerta, lo stesso Batu Khan fu aggirato e la sua stessa vita fu in serio pericolo, allorché gli arcieri Mongoli furono quasi sopraffatti dalla cavalleria pesante ungherese; solo la maestria militare di Batu evitò la rotta. Infine pare evidente che fu impiegato qualche “trucco” tattico per sconfiggere la cavalleria ungherese in campo aperto.
Secondo Candlemas, a dispetto della sconfitta subita nel febbraio del 1242, più di un anno dopo l'inizio dell'invasione e pochi mesi prima della ritirata Mongola, un significativo numero di città fortificate e castelli avrebbero opposto strenua resistenza alle famigerate e letali tattiche d'assedio dei Mongoli. Fra gli 8 rimasti da conquistare solo 3 erano di tipologia straordinaria ed in pietra: Fülek(Fiľakovo), Léka(Lockenhaus) posti ai confine occidentale con Németújvár (Güssing). Le restanti erano città fortificate: Székesfehérvár, vecchi castelli comitali come la piazzaforte di Esztergom, monasteri fortificati quali erano Tihany e Pannonhalma o fortezze militari come Vécs, posta a guardia dell'arteria principale che conduceva ai monti della Transilvania.
Infine il paese non fu totalmente sottomesso e benché buona parte della popolazione fosse ridotta in schiavitù, il sovrano e l'alta nobiltà sfuggirono alla cattura. Per ritorsione, durante la ritirata dei Mongoli, gli Ungheresi e i Croati attaccarono di sorpresa le retrovie nemiche portando un po' di scompiglio nelle file. Terminata la ritirata dei Mongoli, che mai più ottennero un'eguale vittoria, l'Ungheria cadde in rovina. Quasi la metà dei centri abitati era stata rasa al suolo, circa un quarto della popolazione morì, la maggior parte abitanti delle pianure, in particolar modo l'Alföld dove fu difficilissimo sopravvivere; così come nelle aree a sud dell'Ungheria oggi note come Banato e nella Transilvania meridionale.
Comunque il potere regale non fu spezzato. Nell'anno della ritirata dei Mongoli tre contee occidentali, Moson, Sopron, e Vas, prese con il ricatto da Federico II d'Austria, furono riconquistate. In seguito, la possibilità di una nuova invasione mongola fu considerata seriamente e fu propulsiva per una forte unità nazionale che generò una vasta campagna per la fortificazione dei confini; Bela promosse la costruzione di nuovi castelli in pietra (ben 44 in 10 anni) e provvide a rinvigorire le schiere dell'esercito. Bela IV è oggi considerato come il secondo fondatore della patria, riconoscendogli l'impegno nell'aver ricostruito e fortificato il paese dopo il ritiro mongolo. Tali opere risultarono efficaci, ripagando gli sforzi fatti, quando nel 1248 Nogai Khan tentò una nuova invasione: in questo caso l'attacco fu respinto agevolmente, così come una serie di piccole scaramucce che avevano preceduto e seguirono tale nuovo attacco.
Nei secoli seguenti, sebbene il potere Mongolo nelle steppe russe fosse decisamente calato, le difese dell'Europa Orientale erano divenute più solide. Intanto le risorse dell'Europa centrale venivano indirizzate a Sud-Est dove l'Impero ottomano stava prendendo forza e consistenza.